# Томаш Стшемпінський
Томаш Стшемпінський, Томаш зі Стшемпіня гербу Прус I (нар. 10 серпня 1398, Стшемпінь — пом. 22 вересня 1460, Ілжа) — польський освітній, державний і римо-католицький діяч, професор (1431—1452) і ректор (1432–1433, 1443–1444) Краківського університету, підканцлер коронний (1454—1455), краківський єпископ (1455—1460).

## Життєпис

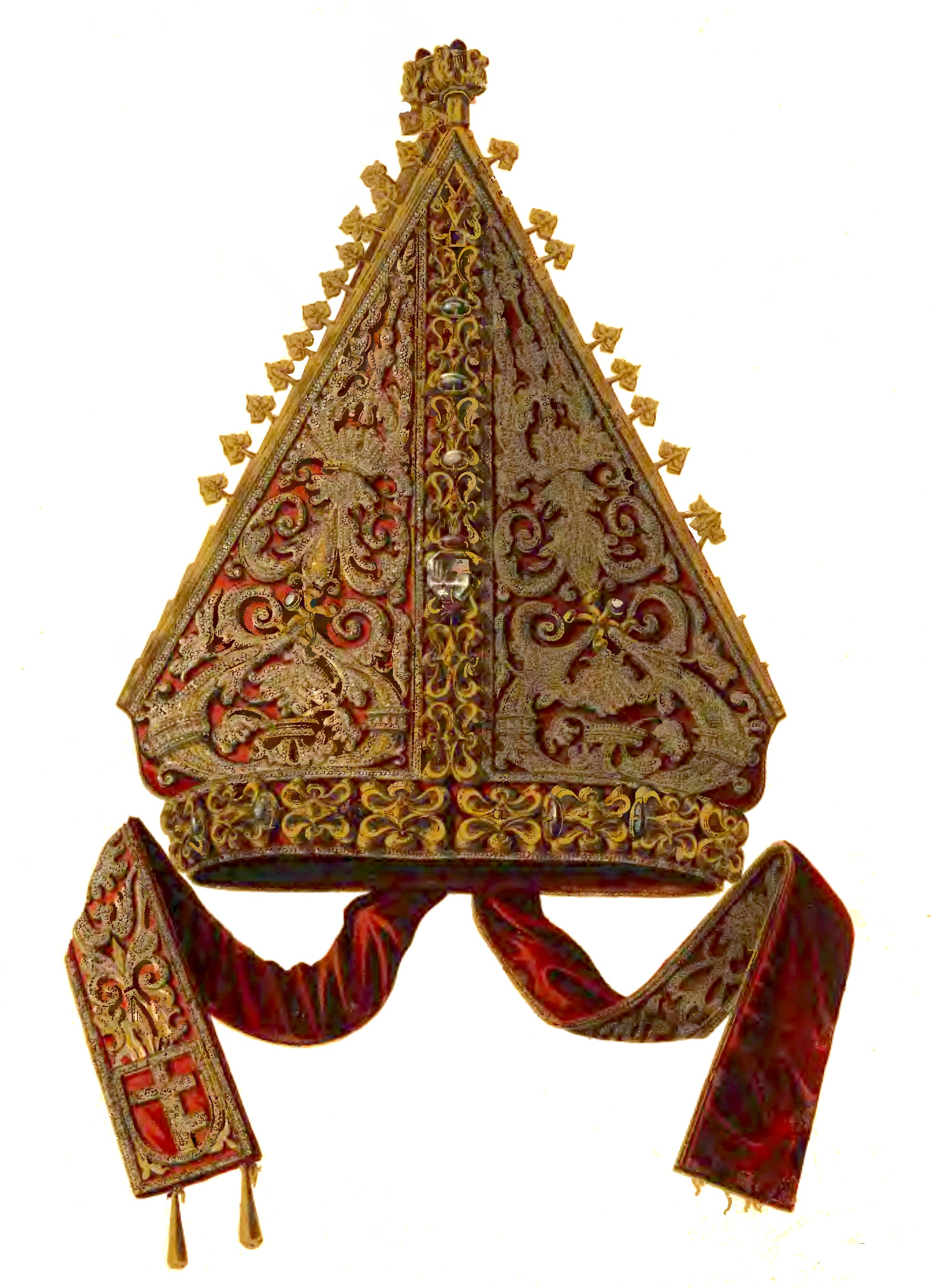
Готично-ренесансна інфула єпископа Томаша Стшемпінського

Томаш Стшемпінський народився 10 серпня 1398 року в Стшемпіні під Буком. Був сином Прандоти Стшемпінського гербу Прус і Дороти з роду Броґів-Лещиців.
З 1419 року Стшемпінський навчався в Краківському університеті, отримав ступені бакалавра мистецтв (1421), магістра (1427). Після цього почав працювати на факультеті мистецтв, паралельно навчався на факультеті права, отримав ступінь доктора канонічного права (1431), та за кілька років очолив кафедру «Декретів» (Указів), найважливішу в освітній університетській ієрархії правничу кафедру. Був спочатку професором права (1431–1443), пізніше отримав ступінь доктора теології (1443), був професором теологічного факультету (1443–1452). Протягом 1432–1433 і 1443–1444 був ректором Краківського університету.
1434 року став каноніком ґнєзненським (до 1455), був також каноніком краківським (1436–1455), вроцлавським (1436–1455), влоцлавським (1443–1445), плоцьким (1442), схоластиком ґнєзненським (1446–1449), також був каноніком у колегіальних капітулах: кужелювській (1439–1455), келецькій (1442–1443), унеювській (1450) і скальбмежській (1450).
1433 року був делегатом примаса Войцеха Ястшембця на Флорентійський собор (1431–1449), працював у правничій комісії; 1439 року приготував трактат лат. Depotestate ecclesiae et concilii oecumenici, спрямований на вирішення принципового для католицької церкви питання відносин між владою папи та Вселенським Собором. У ньому Стшемпінський представив позицію, згідно з якою влада належить усій церкві, а не самим папам. Брав участь у роботі комісії з реформування церковного календаря, яку очолив видатний учений Микола з Кузи. Свідченням великого інтересу Томаша до цих питань є його трактат близько 1440 року, присвячений реформі календаря. Також, був автором трактату лат. Determinatio Basiliensis seu Tractatus communis Universitatis Cracoviensis (1440), у якому виклав проблеми влади собору і папи у вселенській Церкві в дусі поміркованого соборності. Цю роботу схвалив весь університет, її відправили до ради Флорентійського собору, яка після публічного читання та обговорення аргументів Стшемпінського вважала його трактат найкращим тлумаченням вчення про владу собору в Церкві. Пізніше він відступив від консиляризму та визнав вищість папи над собором і всією церквою..
Протягом 1437–1455 років був соратником примаса Вінцентія Кота у Ґнєзно, також підтримував краківського єпископа Збіґнєва Олесніцького.
1453 року Стшемпінський був обраний частиною капітули архієпископом Ґнєзненським. Проте, не прийняв цієї гідності, поступившись Янові Спровському, якого підтримував король Казимир IV Ягеллончик, що здобуло йому визнання монарха та призначення на посаду підканцлера коронного після смерті Пйотра Води зі Щекоцин (1454). Серед іншого він працював над Нешавськими статутами. Після смерті Збіґнєва Олесніцького 1455 року Томаш Стшемпінський став краківським єпископом. Канонічний вибір, проведений краківською капітулою, був одностайним. На новій посаді він став ще більшим прибічником короля Казимира Ягеллончика.
Стшемпінський двічі збирав дієцезійні собори 1456 і 1459 року — їх основною темою було отримання згоди духовенства на контрибуцію, призначену на потреби держави, спричинені війною з Тевтонським орденом. Він не погоджувався на те, щоб духовенство жертвувало добровільні дари на потреби Польської держави: 1455 року він заперечував проти захоплення королем літургійного посуду та коштовностей Краківського костелу для оплати його армії, але запропонував королю гарантію позики та заохочував духовенство робити добровільні пожертви на війну. 1456 року особисто переказав 6000 злотих, а на Пйотркувському сеймі 1458 року він погодився пожертвувати третину прибутків свого єпископства. Уповноважений Пйотркувським сеймом, він увійшов до складу польської делегації в Торуні, де під час переговорів з тевтонцями 1459 року доводив права польські на землі Пруссії. 1458 року охрестив у краківській катедрі майбутнього святого, королевича Казимира.
У Страдомі (Краків) він заснував і обладнав шпиталь для хворих священиків. Своїм тестаментом власну багату бібліотеку, яка налічувала близько 100 рукописів, заповів факультету права Краківського університету, наділив професорів правами у Велицько-Бохнянських жупах.
Помер Томаш Стшемпінський 22 вересня 1460 року в Ілжі, похований у Вавельській катедрі. У скарбниці катедри зберігалася готична інфула — пам'ятка по єпископу.